# Maria Małgorzata d’Youville
Maria Małgorzata d’Youville (fran. Marie-Marguerite d’Youville) (ur. 15 października 1701 w Varennes, zm. 23 grudnia 1771 w Montrealu) – święta Kościoła katolickiego, założycielka Sióstr Miłosierdzia z Monteralu.
Urodziła się 15 października 1701 roku była najstarszą z sześciorga dzieci swoich rodziców. W wieku 7 lat została osierocona przez ojca. Maria Małgorzata d’Youville uczyła się w szkole Urszulanek. Kiedy jej matka ponownie wyszła za mąż za irlandzkiego lekarza, przeniosła się razem z rodziną do Montrealu i tam poznała swojego przyszłego męża François d’Youville'a. Wyszła za mąż 12 sierpnia 1722 roku. Miała sześcioro dzieci, z których czworo zmarło we wczesnym dzieciństwie, a dwaj synowie zostali księżmi. W wieku 28 lat została wdową. Razem z siostrami odbudowała szpital i dzięki pomocy sióstr i współpracowników założyła fundację dla biednych i chorych ludzi. W 1765 roku pożar zniszczył cały szpital, jednak podjęła się pracy odbudowy szpitala. Zmarła mając 70 lat w opinii świętości. Została beatyfikowana przez papieża Jana XXIII 3 maja 1959 roku, a kanonizowana przez papieża Jana Pawła II 9 grudnia 1990 roku.